# Цихмяна
Цихмяна (пол. Cichmiana) — село в Польщі, у гміні Домб'є Кольського повіту Великопольського воєводства.
Населення — 262 особи (2011).

## Демографія
Демографічна структура станом на 31 березня 2011 року:
|          | Загалом | Допрацездатний вік | Працездатний вік | Постпрацездатний вік |
| -------- | ------- | ------------------ | ---------------- | -------------------- |
| Чоловіки | 132     | 23                 | 94               | 15                   |
| Жінки    | 130     | 17                 | 84               | 29                   |
| Разом    | 262     | 40                 | 178              | 44                   |